# (106) Dione
(106) Dione – duża planetoida pasa głównego planetoid.

## Odkrycie
Została odkryta 10 października 1868 roku w Detroit Observatory, w mieście Ann Arbor przez Jamesa Watsona. Nazwa planetoidy pochodzi od Diony, tytanidy w mitologii greckiej. Jeden z księżyców Saturna również nazywa się Dione.

## Orbita
(106) Dione krąży w średniej odległości 3,17 j. a. od Słońca, o okresie obiegu ok. 5 lat i 238 dni. Pełny obrót wokół własnej osi wykonuje w czasie ponad 16 godzin.

## Właściwości fizyczne
(106) Dione ma najprawdopodobniej skład podobny do planetoidy (1) Ceres.
19 stycznia 1983 Dione zakryła jedną z gwiazd, dzięki czemu określono jej średnicę na 147 km, co zgadza się wartością wyznaczoną przez satelitę IRAS.